# Likwidation
Likwidation è il terzo album del gruppo hip hop statunitense Tha Alkaholiks, pubblicato nel 1997 da Loud, RCA e BMG. Gli ospiti sono Nas, i Lootpack, Keith Murray, Xzibit, LL Cool J e Ol' Dirty Bastard.
| Recensione | Giudizio |
| ---------- | -------- |
| AllMusic   | [ 1 ]    |

## Tracce
Musiche di Easy Mo Bee (traccia 2), E-Swift (tracce 3, 9-11, 13-15, 17, 19, 21-22), Madlib (tracce 5 e 7), T-Smoov (traccia 6), Marley Marl (traccia 10).
1. AA Meeting Intro – 1:36
2. Likwidation – 5:08
3. Captain Hook – 4:45
4. Nas Skit (feat. Nas) – 0:32
5. Tore Down (feat. Lootpack) – 4:39
6. Off The Wall (feat. Keith Murray) – 4:41
7. Killin' It (feat. Xzibit) – 4:05
8. LL Cool J Skit (feat. LL Cool J) – 0:52
9. Feel The Real – 4:37
10. Hip Hop Drunkies (feat. Ol' Dirty Bastard) – 4:54
11. Aww Sh*t! – 3:53
12. J-Ro Late Skit – 0:25
13. Keep It Pourin' – 3:52
14. Likwit Ridas (feat. The Whoridas) – 4:44
15. Funny Style (feat. King Tee) – 2:50
16. Commercial Skit – 0:48
17. All Night – 5:44
18. DeBarge Skit – 0:48
19. Pass Out – 4:33
20. 20th Caller Skit – 0:33
21. Rockin' With The Best (feat. Phil Da Agony) – 4:04
22. Contents Unda Pressure – 4:58

## Classifiche settimanali
| Classifica (1997)         | Posizione massima |
| ------------------------- | ----------------- |
| Stati Uniti               | 57                |
| US Top R&B/Hip-Hop Albums | 15                |